# Cantó de Senta Eulàlia
El cantó de Senta Eulàlia és un cantó francès del departament de la Dordonya, situat al districte de Perigús. Té 12 municipis i el cap és Senta Eulàlia.

## Municipis
- Chanaur
- Festalens
- La Jamàia
- Parcol
- Pont Airaud
- Puei Mangor
- La Ròcha Chalés
- Sent Antòni e Cucmont
- Senta Eulàlia
- Sent Privat daus Prats
- Sent Vincenç de Jau Mostier
- Servenchas

## Història
| Data d'elecció                           | Identitat             | Partit        | Qualitat |
| ---------------------------------------- | --------------------- | ------------- | -------- |
| 1976-2001                                | Pierre-Claude Laviale | UDF-radical   |          |
| 2001-                                    | Jean-Jacques Gendreau | Divers gauche |          |
| les dades anteriors no són pas conegudes |                       |               |          |
|                                          |                       |               |          |

## Demografia
| 1962  | 1968  | 1975  | 1982  | 1990  | 1999  | 2006  |
| ----- | ----- | ----- | ----- | ----- | ----- | ----- |
| 7.302 | 7.252 | 7.196 | 7.178 | 6.965 | 6.709 | 6.571 |